# Städskåp

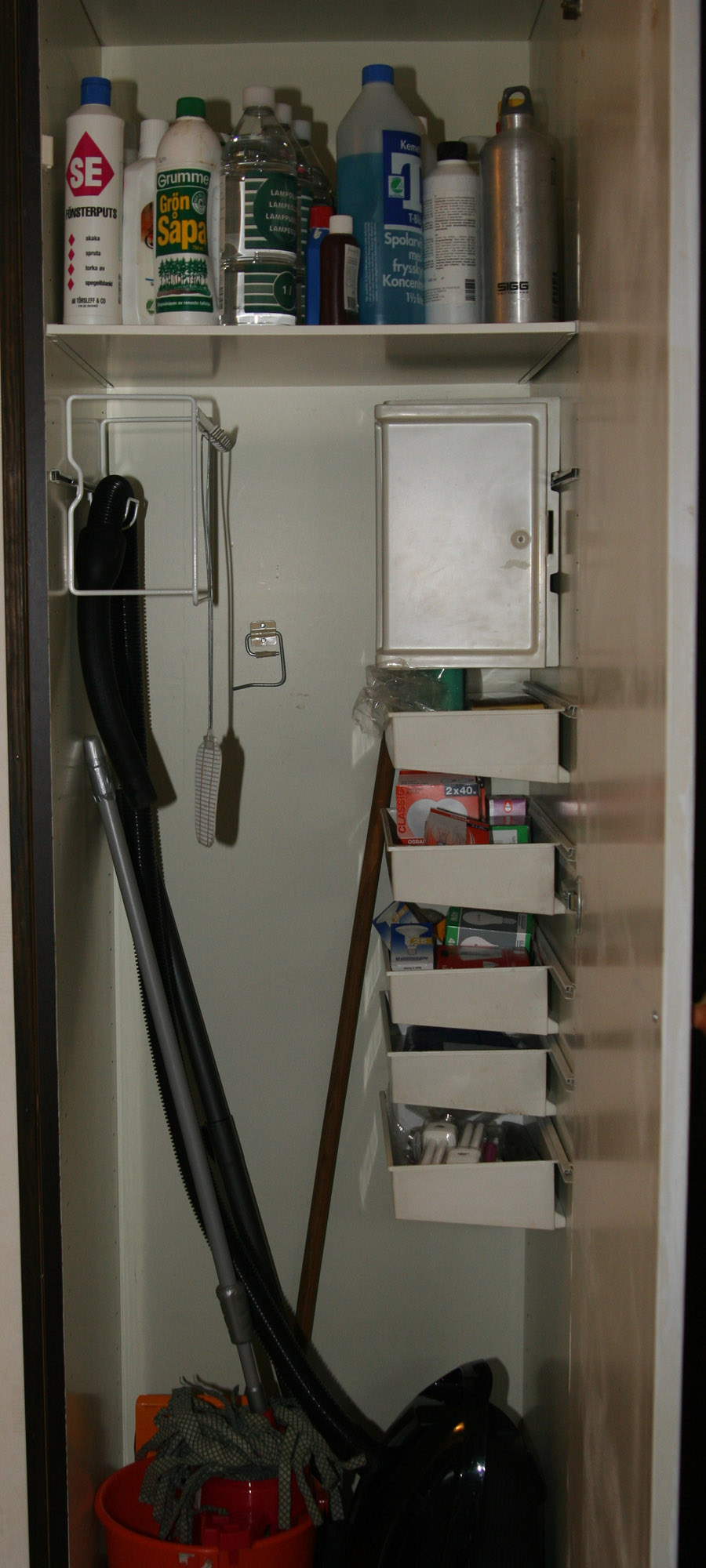
Ett städskåp.

Städskåp är ett skåp, avsett för förvaring av städredskap. Ordet är belagt i svenska språket sedan 1938.